# Hamdan El-Tayeb
Hamdan El-Tayeb (arabisch حمدان الطيب; * 1. Januar 1934 in Singa; † vor 1994) war ein sudanesischer Sprinter.
Hamdan El-Tayeb trat bei den Olympischen Sommerspielen 1960 in Rom an. Im Wettbewerb über 100 m schied er jedoch im Vorlauf aus. Er starb vor 1994.